# Tokodaltáró, Komárom-Esztergom
Tokodaltáró  este un sat în districtul Esztergom, județul Komárom-Esztergom, Ungaria, având o populație de 2.928 de locuitori (2011). 

## Demografie
Componența etnică a satului Tokodaltáró
     Maghiari (95,19%)
     Romi (2,89%)
     Germani (1,13%)
     Necunoscut (0,55%)
     Români (0,23%)
     Alții (0,55%)
Componența confesională a satului Tokodaltáró
     Romano-catolici (33,57%)
     Fără religie (25,24%)
     Reformați (6,08%)
     Atei (1,13%)
     Necunoscută (32,55%)
     Alte religii (2,83%)
Conform recensământului din 2011, satul Tokodaltáró avea 2.928 de locuitori. Din punct de vedere etnic, majoritatea locuitorilor (95,19%) erau maghiari, existând și minorități de romi (2,89%) și germani (1,13%). Apartenența etnică nu este cunoscută în cazul a 0,55% din locuitori. Nu există o religie majoritară, locuitorii fiind romano-catolici (33,57%), persoane fără religie (25,24%), reformați (6,08%) și atei (1,13%). Pentru 32,55% din locuitori nu este cunoscută apartenența confesională.